# Lenguas konsoides
Las lenguas konsoides son un subgrupo del grupo cushita oriental de las tierras bajas, cuya clasificación dentro del mismo es discutida. Estas lenguas incluyen:
Konso, Dirasha (Gidole), Bussa (Mossiya), Mashile, Turo, Gato

## Comparación léxica
Los numerales para diferentes lenguas konsoides son:
| GLOSA | Bussa (Mossiya)       | Dirasha (Gidole) | Konso (Komso) | PROTO- KONSOIDE |
| ----- | --------------------- | ---------------- | ------------- | --------------- |
| 1     | tóʔo                  | ʃokko(ha)        | takka         | *tokko          |
| 2     | lakki, lam(m)e, lamay | lakki            | lakki         | *lakki          |
| 3     | ezzaħ, siséħ          | halpatta         | sessa         | *sissa          |
| 4     | salaħ                 | afur             | afur          | *afur           |
| 5     | xúpin                 | hen              | ken           | *χen            |
| 6     | cappi                 | lehi             | lehi          | *lehi           |
| 7     | caħħan                | tappa            | tappa         | *tappa          |
| 8     | sásse, sésse          | lakkuʃeti        | sette         | *sette          |
| 9     | kollan                | tsinqoota        | sagal         | *sagal          |
| 10    | húddʼan               | hunda            | kuɗan         | *χuɗan/ *χunɗa- |
Para el numeral '10' la mayor parte de las lenguas cushitas orientales tiene formas basadas en la raíz *tam-, mientras que las lenguas omóticas del grupo mao tiene para '10' formas basadas en la raíz *kunsu-, eso hace plausible que la raíz del proto-konsoide para '10' de hecho sea un préstamo omótico.